# 加藤幸次
加藤 幸次（かとう ゆきつぐ、1937年2月19日-　）は、日本の教育学者、上智大学名誉教授。

## 来歴
愛知県生まれ。愛知県立半田高等学校を経て、愛知学芸大学教育学部卒、名古屋大学大学院修士課程修了、ウィスコンシン大学大学院修士課程修了。国立教育研究所に入り、研究室長をへて上智大学教授、2004年定年退職、同名誉教授。同年名古屋女子大学教授。2007年退職。
日本個性化教育学会会長、グローバル教育学会顧問、アメリカ教育学会会長、社会科教育研究センター会長。  

## 著書
- 『授業のパターン分析』明治図書出版 授業研究の新課題 1977
- 『価値観形成をめざす社会科学習』黎明書房 1982
- 『個別化教育入門』教育開発研究所 1982
- 『「一斉画一授業」改革の提案』明治図書出版 教育新書 1985
- 『学校を開く 個性ある子どもを育てるために』ぎょうせい オープン・スクールの挑戦 1987
- 『自己教育力を育てる授業づくり』黎明書房 双書個別化・個性化教育の実際 1988
- 『個性を生かす先生』図書文化社 先生シリーズ 1989
- 『ティーム・ティーチング入門』国土社の教育選書 1996
- 『総合学習の思想と技術』明治図書出版 オピニオン叢書 1997
- 『学びの支援の上手な先生』図書文化社 先生シリーズ 1999
- 『絶対評価 学校・教育のどこが変わるのか』ヴィヴル 親と教師で考えるこれからの学校 2002
- 『少人数指導・習熟度別指導 一人ひとりの子どもをいかに伸ばすか』ヴィヴル 親と教師で考えるこれからの学校 2004
- 『学校が変わる授業が変わる 多様な教育的ニーズにどう答えるか』ヴィヴル 親と教師で考えるこれからの学校 2005
- 『ウェビング式教員免許更新のための必修講習ガイドブック』黎明書房 2009
- 『中国の漢字教育 小学校一、二年で千八百字を学ぶ子どもたち』ヴィヴル 2011
- 『分厚くなった教科書を活用した40の指導法 今度こそ「教科書"で"教えよう」』黎明書房 2011
- 『大学授業のパラダイム転換 ICT時代の大学教育を創る』黎明書房 2014
- 『カリキュラム・マネジメントの考え方・進め方―キー・コンピテンシーを育てる学校の教育課程の編成と改善』黎明書房 2017

### 主な共編著
- 『父娘で語る日米問題 若者にできること、大人がするべきこと。』加藤美和共著 大栄出版 1992
- 『豊かな個性を育む授業 実践の工夫と技術』押谷由夫共編 教育開発研究所 1998
- 『福祉・健康教育をめざした総合学習』生野桂子共編著 黎明書房 1999
- 『情報教育をめざした総合学習』石坂和夫共編著 黎明書房 2000
- 『学力低下論批判 子どもが"生きる"学力とは何か』高浦勝義共編著 黎明書房 2001
- 『小学校個に応じる少人数指導』河合剛英共編著 黎明書房 2002
- 『総合的学習・手立て集. 世界・友だち編』中澤米子共編著 日本文教出版 2002
- 『教員免許更新制と評価・認定システム』鈴木正幸,辻村哲夫共編著 黎明書房 2008
- 『小学校の社会科を読み解く 平成20年告示新学習指導要領解説』明石要一共編著 日本文教出版 2009
- 『教育課程編成論』編 玉川大学出版部 2010

### 翻訳
- M.パインズ『幼児学習革命 0才から6才まで』平野一郎,小泉正美共訳 黎明書房 1970
- A.A.ベラック等『授業コミュニケーションの分析』木原健太郎共訳 黎明書房 1972
- E.W.アイスナー編著『カリキュラム改革の争点 ウッズホール会議以後の10年の発展』木原健太郎,高野尚好共訳 黎明書房 1974

## 論文
- Cinii